# Groupe I des éliminatoires de la zone Europe de la Coupe du monde de football 2022
Navigation
Groupe H Groupe J
Le groupe I de la zone Europe des éliminatoires de la Coupe du monde de football 2022 est l'un des dix groupes de la zone Europe des éliminatoires de la Coupe du monde, tournoi pour décider quelles équipes se qualifieront pour la phase finale Coupe du monde de football 2022 au Qatar. Le groupe I se compose de six équipes : l'Angleterre, la Pologne, la Hongrie, l'Albanie, Andorre et Saint-Marin. Les équipes s'affronteront à domicile et à l'extérieur dans un tournoi toutes rondes.
L'Angleterre, vainqueur du groupe se qualifie directement pour la phase finale de la Coupe du monde, tandis que le deuxième, la Pologne, accède aux barrages européens à douze équipes, dont trois gagneront leur place au Mondial 2022.

## Classement
| Rang | Équipe      | Pts | J  | G | N | P  | Bp | Bc | Diff |  | Résultats (▼ dom., ► ext.) |      |     |     |     |     |     |
| ---- | ----------- | --- | -- | - | - | -- | -- | -- | ---- |  | -------------------------- | ---- | --- | --- | --- | --- | --- |
| 1    | Angleterre  | 26  | 10 | 8 | 2 | 0  | 39 | 3  | +36  |  | Angleterre                 |      | 2-1 | 5-0 | 1-1 | 4-0 | 5-0 |
| 2    | Pologne     | 20  | 10 | 6 | 2 | 2  | 30 | 11 | +19  |  | Pologne                    | 1-1  |     | 4-1 | 1-2 | 3-0 | 5-0 |
| 3    | Albanie     | 18  | 10 | 6 | 0 | 4  | 12 | 12 | 0    |  | Albanie                    | 0-2  | 0-1 |     | 1-0 | 1-0 | 5-0 |
| 4    | Hongrie     | 17  | 10 | 5 | 2 | 3  | 19 | 13 | +6   |  | Hongrie                    | 0-4  | 3-3 | 0-1 |     | 2-1 | 4-0 |
| 5    | Andorre     | 6   | 10 | 2 | 0 | 8  | 8  | 24 | -16  |  | Andorre                    | 0-5  | 1-4 | 0-1 | 1-4 |     | 2-0 |
| 6    | Saint-Marin | 0   | 10 | 0 | 0 | 10 | 1  | 46 | -45  |  | Saint-Marin                | 0-10 | 1-7 | 0-2 | 0-3 | 0-3 |     |

## Matchs
Le calendrier des rencontres a été confirmé par l'UEFA le 8 décembre 2020, le lendemain du tirage au sort,,. Les heures sont CET et CEST, selon la liste de l'UEFA (les heures locales, si différentes, sont entre parenthèses).
| 1re journée        | Andorre                           | 0 - 1                         | Albanie                                                                | Estadi Nacional, Andorre-la-Vieille         |                                             |
| 25 mars 2021 20h45 |                                   | (0 - 1)                       | 41e Lenjani                                                            | Spectateurs : 285 Arbitrage : Volen Chinkov | Spectateurs : 285 Arbitrage : Volen Chinkov |
| 25 mars 2021 20h45 | Vieira 8e · Rebés 26e · Rubio 44e | Rapport (FIFA) Rapport (UEFA) | 17e Memushaj · 20e Cikalleshi · 53e Manaj · 56e Djimsiti · 60e Gjasula | Spectateurs : 285 Arbitrage : Volen Chinkov | Spectateurs : 285 Arbitrage : Volen Chinkov |

|       | Angleterre                                                           | 5 - 0                         | Saint-Marin | Stade de Wembley, Londres                   |                                             |
| 20h45 | Ward-Prowse 14e · Calvert-Lewin 21e 53e · Sterling 31e · Watkins 83e | (3 - 0)                       |             | Spectateurs : 0 Arbitrage : Kirill Levnikov | Spectateurs : 0 Arbitrage : Kirill Levnikov |
| 20h45 | Mings 90+3e                                                          | Rapport (FIFA) Rapport (UEFA) |             | Spectateurs : 0 Arbitrage : Kirill Levnikov | Spectateurs : 0 Arbitrage : Kirill Levnikov |

|       | Hongrie                                                | 3 - 3                         | Pologne                                    | Puskás Aréna, Budapest                  |                                         |
| 20h45 | Sallai 6e · Ad. Szalai 53e · Orban 78e                 | (1 - 0)                       | 60e Piątek · 61e Jóźwiak · 83e Lewandowski | Spectateurs : 0 Arbitrage : Felix Brych | Spectateurs : 0 Arbitrage : Felix Brych |
| 20h45 | Fiola 8e, 90+4e · Lang 73e · Nagy 80e · At. Szalai 87e | Rapport (FIFA) Rapport (UEFA) | 34e Helik · 49e Bereszyński                | Spectateurs : 0 Arbitrage : Felix Brych | Spectateurs : 0 Arbitrage : Felix Brych |

| 2e journée         | Albanie                            | 0 - 2                         | Angleterre            | Arena Kombëtare, Tirana                      |                                              |
| 28 mars 2021 18h00 |                                    | (0 - 1)                       | 38e Kane · 63e Mount  | Spectateurs : 200 Arbitrage : Orel Grinfeeld | Spectateurs : 200 Arbitrage : Orel Grinfeeld |
| 28 mars 2021 18h00 | Bare 21e · Hysaj 79e · Gjasula 89e | Rapport (FIFA) Rapport (UEFA) | 69e Walker · 73e Kane | Spectateurs : 200 Arbitrage : Orel Grinfeeld | Spectateurs : 200 Arbitrage : Orel Grinfeeld |

|       | Pologne                             | 3 - 0                         | Andorre                     | Stade du maréchal Józef Piłsudski, Varsovie |                                             |
| 20h45 | Lewandowski 30e 55e · Świderski 88e | (1 - 0)                       |                             | Spectateurs : 0 Arbitrage : Erik Lambrechts | Spectateurs : 0 Arbitrage : Erik Lambrechts |
| 20h45 |                                     | Rapport (FIFA) Rapport (UEFA) | 13e C. García · 90+3e Aláez | Spectateurs : 0 Arbitrage : Erik Lambrechts | Spectateurs : 0 Arbitrage : Erik Lambrechts |

|       | Saint-Marin                                           | 0 - 3                         | Hongrie                                                 | Stadio Olimpico, Serravalle                |                                            |
| 20h45 |                                                       | (0 - 1)                       | 13e (pen.) Ad. Szalai · 71e Sallai · 88e (pen.) Nikolić | Spectateurs : 0 Arbitrage : Nicholas Walsh | Spectateurs : 0 Arbitrage : Nicholas Walsh |
| 20h45 | Rossi 19e · Fabbri 20e · Lunadei 36e · Battistini 58e | Rapport (FIFA) Rapport (UEFA) | 30e Cseri · 76e Botka                                   | Spectateurs : 0 Arbitrage : Nicholas Walsh | Spectateurs : 0 Arbitrage : Nicholas Walsh |

| 3e journée         | Andorre                                                | 1 - 4                         | Hongrie                                                | Estadi Nacional, Andorre-la-Vieille                   |                                                       |
| 31 mars 2021 20h45 | Pujol 90+3e (pen.)                                     | (0 - 1)                       | 45+2e Fiola · 51e Gazdag · 58e Kleinheisler · 90e Nego | Spectateurs : 338 Arbitrage : Vilhjalmur Thorarinsson | Spectateurs : 338 Arbitrage : Vilhjalmur Thorarinsson |
| 31 mars 2021 20h45 | San Nicolás 15e · Alavedra 36e · Vales 73e · Pujol 83e | Rapport (FIFA) Rapport (UEFA) | 34e Nagy · 88e Hangya                                  | Spectateurs : 338 Arbitrage : Vilhjalmur Thorarinsson | Spectateurs : 338 Arbitrage : Vilhjalmur Thorarinsson |

|       | Angleterre                    | 2 - 1                         | Pologne   | Stade de Wembley, Londres                 |                                           |
| 20h45 | Kane 19e (pen.) · Maguire 85e | (1 - 0)                       | 58e Moder | Spectateurs : 0 Arbitrage : Björn Kuipers | Spectateurs : 0 Arbitrage : Björn Kuipers |
| 20h45 |                               | Rapport (FIFA) Rapport (UEFA) | 46e Milik | Spectateurs : 0 Arbitrage : Björn Kuipers | Spectateurs : 0 Arbitrage : Björn Kuipers |

|       | Saint-Marin                    | 0 - 2                         | Albanie               | Stadio Olimpico, Serravalle                |                                            |
| 20h45 |                                | (0 - 0)                       | 63e Manaj · 85e Uzuni | Spectateurs : 0 Arbitrage : Kai Erik Steen | Spectateurs : 0 Arbitrage : Kai Erik Steen |
| 20h45 | Mularoni 45+1e · Simoncini 52e | Rapport (FIFA) Rapport (UEFA) |                       | Spectateurs : 0 Arbitrage : Kai Erik Steen | Spectateurs : 0 Arbitrage : Kai Erik Steen |

| 4e journée             | Andorre               | 2 - 0                        | Saint-Marin                 | Estadi Nacional, Andorre-la-Vieille                                         |                                                                             |
| 2 septembre 2021 20h45 | Vales 18e 24e         | (2 - 0)                      |                             | Spectateurs : 1 400 Arbitrage : Jacob Kehlet Arbitre vidéo : Daniel Siebert | Spectateurs : 1 400 Arbitrage : Jacob Kehlet Arbitre vidéo : Daniel Siebert |
| 2 septembre 2021 20h45 | Pujol 54e · Aláez 62e | Rapport (FIFA Rapport (UEFA) | 64e Battistini · 71e Hirsch | Spectateurs : 1 400 Arbitrage : Jacob Kehlet Arbitre vidéo : Daniel Siebert | Spectateurs : 1 400 Arbitrage : Jacob Kehlet Arbitre vidéo : Daniel Siebert |

|       | Hongrie                            | 0 - 4                         | Angleterre                                       | Stade Ferenc-Puskás, Budapest                                                    |                                                                                  |
| 20h45 |                                    | (0 - 0)                       | 55e Sterling · 63e Kane · 69e Maguire · 87e Rice | Spectateurs : 58 260 Arbitrage : Cüneyt Çakır Arbitre vidéo : Abdulkadir Bitigen | Spectateurs : 58 260 Arbitrage : Cüneyt Çakır Arbitre vidéo : Abdulkadir Bitigen |
| 20h45 | Bolla 35e · Orban 58e · Gazdag 89e | Rapport (FIFA) Rapport (UEFA) | 54e Rice · 56e Sterling                          | Spectateurs : 58 260 Arbitrage : Cüneyt Çakır Arbitre vidéo : Abdulkadir Bitigen | Spectateurs : 58 260 Arbitrage : Cüneyt Çakır Arbitre vidéo : Abdulkadir Bitigen |

|       | Pologne                                                    | 4 - 1                         | Albanie                                                    | Stade national de Varsovie, Varsovie                                             |                                                                                  |
| 20h45 | Lewandowski 12e · Buksa 44e · Krychowiak 54e · Linetty 89e | (2 - 1)                       | 25e Cikalleshi                                             | Spectateurs : 38 254 Arbitrage : Maurizio Mariani Arbitre vidéo : Michael Fabbri | Spectateurs : 38 254 Arbitrage : Maurizio Mariani Arbitre vidéo : Michael Fabbri |
| 20h45 | Świderski 82e · Bednarek 86e                               | Rapport (FIFA) Rapport (UEFA) | 4e Abrashi · 7e Bare · 12e Hysaj · 56e Gjasula · 65e Manaj | Spectateurs : 38 254 Arbitrage : Maurizio Mariani Arbitre vidéo : Michael Fabbri | Spectateurs : 38 254 Arbitrage : Maurizio Mariani Arbitre vidéo : Michael Fabbri |

| 5e journée             | Albanie                                  | 1 - 0                         | Hongrie   | Elbasan Arena, Elbasan                                                             |                                                                                    |
| 5 septembre 2021 18h00 | Broja 87e                                | (0 - 0)                       |           | Spectateurs : 4 135 Arbitrage : Danny Makkelie Arbitre vidéo : Massimiliano Irrati | Spectateurs : 4 135 Arbitrage : Danny Makkelie Arbitre vidéo : Massimiliano Irrati |
| 5 septembre 2021 18h00 | Gjasula 78e · Çekiçi 90+2e · Broja 90+2e | Rapport (FIFA) Rapport (UEFA) | 80e Orban | Spectateurs : 4 135 Arbitrage : Danny Makkelie Arbitre vidéo : Massimiliano Irrati | Spectateurs : 4 135 Arbitrage : Danny Makkelie Arbitre vidéo : Massimiliano Irrati |

|       | Angleterre                                   | 4 - 0                         | Andorre                                                                           | Stade de Wembley, Londres                                                                         |                                                                                                   |
| 18h00 | Lingard 18e 78e · Kane 72e (pen.) · Saka 85e | (1 - 0)                       |                                                                                   | Spectateurs : 67 171 Arbitrage : Anastasios Papapetrou Arbitre vidéo : Aristotelis Diamantopoulos | Spectateurs : 67 171 Arbitrage : Anastasios Papapetrou Arbitre vidéo : Aristotelis Diamantopoulos |
| 18h00 | Mings 82e                                    | Rapport (FIFA) Rapport (UEFA) | 38e Vales · 45+3e Rebés · 65e Jo. Rubio · 71e García · 88e Cucu · 90+3e Je. Rubio | Spectateurs : 67 171 Arbitrage : Anastasios Papapetrou Arbitre vidéo : Aristotelis Diamantopoulos | Spectateurs : 67 171 Arbitrage : Anastasios Papapetrou Arbitre vidéo : Aristotelis Diamantopoulos |

|       | Saint-Marin                                            | 1 - 7                         | Pologne                                                                  | Stadio Olimpico, Serravalle                                                      |                                                                                  |
| 20h45 | Nanni 48e                                              | (0 - 4)                       | 5e 21e Lewandowski · 16e Świderski · 44e Linetty · 67e 90+2e 90+4e Buksa | Spectateurs : 500 Arbitrage : Mattias Gestranius Arbitre vidéo : Jochem Kamphuis | Spectateurs : 500 Arbitrage : Mattias Gestranius Arbitre vidéo : Jochem Kamphuis |
| 20h45 | Nanni 31e · Tomassini 40e · Lunadei 42e · Mularoni 58e | Rapport (FIFA) Rapport (UEFA) |                                                                          | Spectateurs : 500 Arbitrage : Mattias Gestranius Arbitre vidéo : Jochem Kamphuis | Spectateurs : 500 Arbitrage : Mattias Gestranius Arbitre vidéo : Jochem Kamphuis |

| 6e journée             | Albanie                                                  | 5 - 0                         | Saint-Marin   | Elbasan Arena, Elbasan                                                     |                                                                            |
| 8 septembre 2021 20h45 | Manaj 32e · Laçi 58e · Broja 61e · Hysaj 68e · Uzuni 80e | (1 - 0)                       |               | Spectateurs : 3 850 Arbitrage : Lukas Fähndrich Arbitre vidéo : Fedayi San | Spectateurs : 3 850 Arbitrage : Lukas Fähndrich Arbitre vidéo : Fedayi San |
| 8 septembre 2021 20h45 | Roshi 77e                                                | Rapport (FIFA) Rapport (UEFA) | 19e Tomassini | Spectateurs : 3 850 Arbitrage : Lukas Fähndrich Arbitre vidéo : Fedayi San | Spectateurs : 3 850 Arbitrage : Lukas Fähndrich Arbitre vidéo : Fedayi San |

|       | Hongrie                                   | 2 - 1                         | Andorre                                                    | Stade Ferenc-Puskás, Budapest                                                 |                                                                               |
| 20h45 | Ad. Szalai 9e (pen.) · Botka 18e          | (2 - 0)                       | 82e Llovera                                                | Spectateurs : 46 240 Arbitrage : Rade Obrenovič Arbitre vidéo : Slavko Vinčić | Spectateurs : 46 240 Arbitrage : Rade Obrenovič Arbitre vidéo : Slavko Vinčić |
| 20h45 | Sallai 12e · Ad. Szalai 89e · Tamás 90+3e | Rapport (FIFA) Rapport (UEFA) | 9e E. García · 38e Vieira · 63e San Nicolás · 87e Alavedra | Spectateurs : 46 240 Arbitrage : Rade Obrenovič Arbitre vidéo : Slavko Vinčić | Spectateurs : 46 240 Arbitrage : Rade Obrenovič Arbitre vidéo : Slavko Vinčić |

|       | Pologne                                                                   | 1 - 1                         | Angleterre                  | Stade national de Varsovie, Varsovie                                            |                                                                                 |
| 20h45 | Szymański 90+2e                                                           | (0 - 0)                       | 72e Kane                    | Spectateurs : 56 212 Arbitrage : Daniel Siebert Arbitre vidéo : Bastian Dankert | Spectateurs : 56 212 Arbitrage : Daniel Siebert Arbitre vidéo : Bastian Dankert |
| 20h45 | Glik 45+3e · Krychowiak 60e · Puchacz 78e · Linetty 79e · Szymański 90+3e | Rapport (FIFA) Rapport (UEFA) | 8e Phillips · 45+3e Maguire | Spectateurs : 56 212 Arbitrage : Daniel Siebert Arbitre vidéo : Bastian Dankert | Spectateurs : 56 212 Arbitrage : Daniel Siebert Arbitre vidéo : Bastian Dankert |

| 7e journée           | Andorre                  | 0 - 5                         | Angleterre                                                             | Estadi Nacional, Andorre-la-Vieille                                                 |                                                                                     |
| 9 octobre 2021 20h45 |                          | (0 - 2)                       | 17e Chilwell · 40e Saka · 59e Abraham · 79e Ward-Prowse · 86e Grealish | Spectateurs : 2 285 Arbitrage : Kateryna Monzoul Arbitre vidéo : Stéphanie Frappart | Spectateurs : 2 285 Arbitrage : Kateryna Monzoul Arbitre vidéo : Stéphanie Frappart |
| 9 octobre 2021 20h45 | Martínez 42e · Rebés 55e | Rapport (FIFA) Rapport (UEFA) | 42e Stones · 45+1e Sancho · 86e Coady                                  | Spectateurs : 2 285 Arbitrage : Kateryna Monzoul Arbitre vidéo : Stéphanie Frappart | Spectateurs : 2 285 Arbitrage : Kateryna Monzoul Arbitre vidéo : Stéphanie Frappart |

|       | Hongrie                        | 0 - 1                         | Albanie                                              | Stade Ferenc-Puskás, Budapest                                                                     |                                                                                                   |
| 20h45 |                                | (0 - 0)                       | 80e Broja                                            | Spectateurs : 273 Arbitrage : Carlos del Cerro Grande Arbitre vidéo : José María Sánchez Martínez | Spectateurs : 273 Arbitrage : Carlos del Cerro Grande Arbitre vidéo : José María Sánchez Martínez |
| 20h45 | Botka 45+2e · Kleinheisler 89e | Rapport (FIFA) Rapport (UEFA) | 45+1e Çekiçi · 61e Gjasula · 69e Veseli · 73e Trashi | Spectateurs : 273 Arbitrage : Carlos del Cerro Grande Arbitre vidéo : José María Sánchez Martínez | Spectateurs : 273 Arbitrage : Carlos del Cerro Grande Arbitre vidéo : José María Sánchez Martínez |

|       | Pologne                                                                    | 5 - 0                         | Saint-Marin      | Stade national de Varsovie, Varsovie                                    |                                                                         |
| 20h45 | Świderski 10e · Brolli 20e (csc) · Kędziora 50e · Buksa 84e · Piątek 90+1e | (2 - 0)                       |                  | Spectateurs : 56 128 Arbitrage : Fran Jović Arbitre vidéo : Mario Zebec | Spectateurs : 56 128 Arbitrage : Fran Jović Arbitre vidéo : Mario Zebec |
| 20h45 | Linetty 32e                                                                | Rapport (FIFA) Rapport (UEFA) | 86e A. Golinucci | Spectateurs : 56 128 Arbitrage : Fran Jović Arbitre vidéo : Mario Zebec | Spectateurs : 56 128 Arbitrage : Fran Jović Arbitre vidéo : Mario Zebec |

| 8e journée            | Albanie                                | 0 - 1                         | Pologne                                | Air Albania Stadium, Tirana                                                    |                                                                                |
| 12 octobre 2021 20h45 |                                        | (0 - 0)                       | 77e Świderski                          | Spectateurs : 21 000 Arbitrage : Clément Turpin Arbitre vidéo : Jérôme Brisard | Spectateurs : 21 000 Arbitrage : Clément Turpin Arbitre vidéo : Jérôme Brisard |
| 12 octobre 2021 20h45 | Ismajli 34e · Hysaj 49e · Ramadani 88e | Rapport (FIFA) Rapport (UEFA) | 39e Buksa · 50e Bednarek · 90e Puchacz | Spectateurs : 21 000 Arbitrage : Clément Turpin Arbitre vidéo : Jérôme Brisard | Spectateurs : 21 000 Arbitrage : Clément Turpin Arbitre vidéo : Jérôme Brisard |

|       | Angleterre | 1 - 1                         | Hongrie                      | Stade de Wembley, Londres                                                                            | |
| 20h45 | Stones 37e | (1 - 1)                       | 24e (pen.) Sallai            | Spectateurs : 69 380 Arbitrage : Alejandro Hernández Hernández Arbitre vidéo : Juan Martínez Munuera | Spectateurs : 69 380 Arbitrage : Alejandro Hernández Hernández Arbitre vidéo : Juan Martínez Munuera |
| 20h45 | Shaw 23e   | Rapport (FIFA) Rapport (UEFA) | 42e Schäfer · 90e Szoboszlai | Spectateurs : 69 380 Arbitrage : Alejandro Hernández Hernández Arbitre vidéo : Juan Martínez Munuera | Spectateurs : 69 380 Arbitrage : Alejandro Hernández Hernández Arbitre vidéo : Juan Martínez Munuera |

|       | Saint-Marin                                                   | 0 - 3                         | Andorre                           | Stadio Olimpico, Serravalle                                                  |                                                                              |
| 20h45 |                                                               | (0 - 1)                       | 10e Pujol · 53e Moreno · 89e Cucu | Spectateurs : 243 Arbitrage : Halil Umut Meler Arbitre vidéo : Mete Kalkavan | Spectateurs : 243 Arbitrage : Halil Umut Meler Arbitre vidéo : Mete Kalkavan |
| 20h45 | Simoncini 22e · E. Golinucci 63e · Censoni 66e · Grandoni 84e | Rapport (FIFA) Rapport (UEFA) | 28e San Nicolás                   | Spectateurs : 243 Arbitrage : Halil Umut Meler Arbitre vidéo : Mete Kalkavan | Spectateurs : 243 Arbitrage : Halil Umut Meler Arbitre vidéo : Mete Kalkavan |

| 9e journée             | Andorre                            | 1 - 4                         | Pologne                                        | Estadi Nacional, Andorre-la-Vieille                                    |                                                                        |
| 12 novembre 2021 20h45 | Vales 45e                          | (1 - 3)                       | 5e 73e Lewandowski · 11e Jóźwiak · 45+2e Milik | Spectateurs : 1 049 Arbitrage : John Beaton Arbitre vidéo : Kevin Blom | Spectateurs : 1 049 Arbitrage : John Beaton Arbitre vidéo : Kevin Blom |
| 12 novembre 2021 20h45 | Pujol 22e · Aláez 37e · Vieira 40e | Rapport (FIFA) Rapport (UEFA) | 22e Klich · 60e Krychowiak                     | Spectateurs : 1 049 Arbitrage : John Beaton Arbitre vidéo : Kevin Blom | Spectateurs : 1 049 Arbitrage : John Beaton Arbitre vidéo : Kevin Blom |

|       | Angleterre                                      | 5 - 0                         | Albanie                                              | Stade de Wembley, Londres                                                     |                                                                               |
| 20h45 | Maguire 9e · Kane 18e 33e 45+2e · Henderson 28e | (5 - 0)                       |                                                      | Spectateurs : 80 336 Arbitrage : Ruddy Buquet Arbitre vidéo : Bastian Dankert | Spectateurs : 80 336 Arbitrage : Ruddy Buquet Arbitre vidéo : Bastian Dankert |
| 20h45 |                                                 | Rapport (FIFA) Rapport (UEFA) | 9e Gjasula · 21e Cikalleshi · 25e Ismajli · 68e Laçi | Spectateurs : 80 336 Arbitrage : Ruddy Buquet Arbitre vidéo : Bastian Dankert | Spectateurs : 80 336 Arbitrage : Ruddy Buquet Arbitre vidéo : Bastian Dankert |

|       | Hongrie                                     | 4 - 0                         | Saint-Marin   | Stade Ferenc-Puskás, Budapest                                           |                                                                         |
| 20h45 | Szoboszlai 6e 83e · Gazdag 22e · Vécsei 88e | (2 - 0)                       |               | Spectateurs : 12 800 Arbitrage : Filip Glova Arbitre vidéo : Fedayi San | Spectateurs : 12 800 Arbitrage : Filip Glova Arbitre vidéo : Fedayi San |
| 20h45 |                                             | Rapport (FIFA) Rapport (UEFA) | 90+2e Zonzini | Spectateurs : 12 800 Arbitrage : Filip Glova Arbitre vidéo : Fedayi San | Spectateurs : 12 800 Arbitrage : Filip Glova Arbitre vidéo : Fedayi San |

| 10e journée            | Albanie           | 1 - 0                         | Andorre                              | Air Albania Stadium, Tirana                                                   |                                                                               |
| 15 novembre 2021 20h45 | Çekiçi 74e (pen.) | (0 - 0)                       |                                      | Spectateurs : 75 Arbitrage : Andris Treimanis Arbitre vidéo : Lawrence Visser | Spectateurs : 75 Arbitrage : Andris Treimanis Arbitre vidéo : Lawrence Visser |
| 15 novembre 2021 20h45 | Roshi 90+1e       | Rapport (FIFA) Rapport (UEFA) | 40e Pujol · 61e Rosas · 72e Alavedra | Spectateurs : 75 Arbitrage : Andris Treimanis Arbitre vidéo : Lawrence Visser | Spectateurs : 75 Arbitrage : Andris Treimanis Arbitre vidéo : Lawrence Visser |

|       | Pologne                                             | 1 - 2                         | Hongrie                                              | Stade national de Varsovie, Varsovie                                         |                                                                              |
| 20h45 | Świderski 61e                                       | (0 - 1)                       | 37e Shäfer · 80e Gazdag                              | Spectateurs : 56 197 Arbitrage : Tiago Martins Arbitre vidéo : João Pinheiro | Spectateurs : 56 197 Arbitrage : Tiago Martins Arbitre vidéo : João Pinheiro |
| 20h45 | Klich 41e · Cash 45+2e · Puchacz 58e · Kędziora 67e | Rapport (FIFA) Rapport (UEFA) | 6e Á. Nagy · 43e Schön · 64e At. Szalai · 74e Gazdag | Spectateurs : 56 197 Arbitrage : Tiago Martins Arbitre vidéo : João Pinheiro | Spectateurs : 56 197 Arbitrage : Tiago Martins Arbitre vidéo : João Pinheiro |

|       | Saint-Marin                                                     | 0 - 10                        | Angleterre                                                                                                 | Stadio Olimpico, Serravalle                                                  |                                                                              |
| 20h45 |                                                                 | (0 - 6)                       | 6e Maguire · 15e (csc) Fabbri · 27e 32e 39e 42e Kane · 58e Smith-Rowe · 69e Mings · 78e Abraham · 79e Saka | Spectateurs : 2 775 Arbitrage : Rade Obrenovič Arbitre vidéo : Slavko Vinčić | Spectateurs : 2 775 Arbitrage : Rade Obrenovič Arbitre vidéo : Slavko Vinčić |
| 20h45 | Tomassini 16e · Rossi 26e, 68e · D'Addario 38e · Battistini 54e | Rapport (FIFA) Rapport (UEFA° | 73e Abraham                                                                                                | Spectateurs : 2 775 Arbitrage : Rade Obrenovič Arbitre vidéo : Slavko Vinčić | Spectateurs : 2 775 Arbitrage : Rade Obrenovič Arbitre vidéo : Slavko Vinčić |

## Buteurs
| Position | Joueur        | Pays       | Buts |
| -------- | ------------- | ---------- | ---- |
| 1        | Lewandowski   | Pologne    | 3    |
| 2        | Calvert-Lewin | Angleterre | 2    |
| 2        | Kane          | Angleterre | 2    |
| 2        | Ad. Szalai    | Hongrie    | 2    |
| 2        | Sallai        | Hongrie    | 2    |
| 2        | Lenjani       | Albanie    | 1    |
| 2        | Manaj         | Albanie    | 1    |
| 2        | Uzuni         | Albanie    | 1    |
| 2        | Sterling      | Angleterre | 1    |
| 2        | Ward-Prowse   | Angleterre | 1    |
| 2        | Watkins       | Angleterre | 1    |
| 2        | Mount         | Angleterre | 1    |
| 2        | Maguire       | Angleterre | 1    |
| 2        | Orban         | Hongrie    | 1    |
| 2        | Nikolić       | Hongrie    | 1    |
| 2        | Fiola         | Hongrie    | 1    |
| 2        | Gazdag        | Hongrie    | 1    |
| 2        | Kleinheisler  | Hongrie    | 1    |
| 2        | Nego          | Hongrie    | 1    |
| 2        | Jóźwiak       | Pologne    | 1    |
| 2        | Piątek        | Pologne    | 1    |
| 2        | Świderski     | Pologne    | 1    |
| 2        | Moder         | Pologne    | 1    |
| 2        | Pujol         | Andorre    | 1    |

CSC
| Position | Joueur | Pays | CSC |
| -------- | ------ | ---- | --- |
| 1        |        |      |     |

## Discipline
Un joueur est automatiquement suspendu pour le match suivant:
- S'il cumule deux avertissements (cartons jaunes) lors de deux matchs différents.
- S'il se voit décerner une exclusion de terrain (carton rouge). 
  - En cas d’infraction grave, l’Instance de contrôle, d’éthique et de discipline de l'UEFA est habilitée à aggraver la sanction, y compris en l'étendant à d'autres compétitions.

| Joueurs           | Cartons                                                                                       | Suspensions                                                                             |
| ----------------- | --------------------------------------------------------------------------------------------- | --------------------------------------------------------------------------------------- |
| Davide Simoncini  | 5e journée de Ligue des nations, contre Gibraltar (14 novembre 2020)                          | 1re journée, contre Angleterre (25 mars 2021) 2e journée, contre Hongrie (28 mars 2021) |
| Christian García  | 6e journée de Ligue des nations, contre Lettonie (18 novembre 2020)                           | 1re journée, contre Albanie (25 mars 2021)                                              |
| Attila Fiola      | 1re journée, contre Pologne (25 mars 2021)                                                    | 2e journée, contre Saint-Marin (28 mars 2021)                                           |
| Klaus Gjasula     | 1re journée, contre Andorre (25 mars 2021) · 2e journée, contre Angleterre (28 mars 2021)     | 3e journée, contre Saint-Marin (31 mars 2021)                                           |
| Ádám Nagy         | 1re journée, contre Pologne (25 mars 2021) · 3e journée, contre Andorre (31 mars 2021)        | 4e journée, contre Angleterre (2 septembre 2021)                                        |
| Manuel Battistini | 2e journée, contre Hongrie (28 mars 2021) · 4e journée, contre Andorre (2 septembre 2021)     | 5e journée, contre Pologne (5 septembre 2021)                                           |
| Jordi Aláez       | 2e journée, contre Pologne (28 mars 2021) · 4e journée, contre Saint-Marin (2 septembre 2021) | 5e journée, contre Angleterre (5 septembre 2021)                                        |
| Marc Pujol        | 3e journée, contre Hongrie (31 mars 2021) · 4e journée, contre Saint-Marin (2 septembre 2021) | 5e journée, contre Angleterre (5 septembre 2021)                                        |
| Keidi Bare        | 2e journée, contre Angleterre (28 mars 2021) · 4e journée, contre Pologne (2 septembre 2021)  | 5e journée, contre Hongrie (5 septembre 2021)                                           |
| Elseid Hysaj      | 2e journée, contre Angleterre (28 mars 2021) · 4e journée, contre Pologne (2 septembre 2021)  | 5e journée, contre Hongrie (5 septembre 2021)                                           |
| Rey Manaj         | 1re journée, contre Andorre (25 mars 2021) · 4e journée, contre Pologne (2 septembre 2021)    | 5e journée, contre Hongrie (5 septembre 2021)                                           |